# 감자 (1968년 영화)
《감자》는 1968년 공개된 대한민국의 영화이다.

## 배역
- 윤정희
- 허장강
- 박노식
- 도금봉
- 주증녀
- 전계현
- 남미리
- 안인숙
- 나애심
- 양훈
- 김순철
- 김정옥
- 장인한
- 최일
- 박옥초
- 석귀녀